# Friedrich-Carl Cranz
Friedrich-Carl Cranz (14 tháng 11 năm 1886 – 24 tháng 3 năm 1941) là một vị tướng Đức trong Thế chiến II, chỉ huy Sư đoàn 18 Bộ binh. Ông được trao Knight's Cross of the Iron Cross. Cranz mất ngày 24 tháng 3 năm 1941 trong một tai nạn khi đang huấn luyện do đạn pháo. Ông được chôn cất tại Invalid's Cemetery ở Berlin.

## Huân chương
- Knight's Cross of the Iron Cross ngày 29 tháng 6 năm 1940 với vai trò Generalleutnant và chỉ huy của Sư đoàn 18 Bộ binh [1]

### Trích dẫn
1. ↑  Fellgiebel 2000, p. 132.

### Tiểu sử
- Fellgiebel, Walther-Peer (2000) [1986]. Die Träger des Ritterkreuzes des Eisernen Kreuzes 1939–1945 — Die Inhaber der höchsten Auszeichnung des Zweiten Weltkrieges aller Wehrmachtteile [The Bearers of the Knight's Cross of the Iron Cross 1939–1945 — The Owners of the Highest Award of the Second World War of all Wehrmacht Branches] (bằng tiếng Đức). Friedberg, Germany: Podzun-Pallas. ISBN 978-3-7909-0284-6.